# 천야오방
천야오방(陳耀邦, Chen Yaobang, 1935- )은 광동성 출신으로 중화인민공화국 농업부 부장을 지낸 정치인이다.

## 약력
- 1957년 화중농학원(華中農學院) 식물보호 전공 졸업
- 1966년 동 농학원 연구생과정 졸업
- 1982년 입당, 농업부 경제작물국 부처장; 농목어업부 농업국 부국장 역임
- 1986년 중화인민공화국 농업부 부부장
- 1993년 국가계획위 부주임;
- 1997년 임업부 부장
- 1998년 중화인민공화국 농업부 부장, 당조서기